# 維氏深海帶魚
維氏深海帶魚，为輻鰭魚綱鱸形目鯖亞目带鱼科的其中一種。分布於印度太平洋熱帶至副熱帶海域，棲息深度可達900公尺，本魚體銀色，下顎、鰓蓋、內口和鰓腔黑色，背鰭硬棘61-64枚；背鰭軟條88-93枚；臀鰭硬棘2枚；臀鰭軟條80-85枚；脊椎骨137-142個，體長可達77公分，屬肉食性，棲息在大陸坡。

## 外部連結
維氏深海帶魚的圖片 （页面存档备份，存于）

## 扩展阅读
維基物種上的相關：維氏深海帶魚